# Sultan Ibragimov
Sultan-Achmed Magomedsalichovič Ibragimov (rusky: Султан-Ахмед Магомедсалихович Ибрагимов; * 8. března 1975 Tljarata) je bývalý ruský boxer dagestánského původu. V letech 2002-2008 působil v profesionálním ringu a v letech 2007-2008 držel titul mistra světa v těžké váze (WBO). Nastoupil v profiringu k 24 utkáním, z toho 22 vyhrál, jedno zremizoval a jedno prohrál. Prohrál to poslední s Vladimirem Kličkem, jímž ztratil titul mistra světa, který získal vítězstvím nad Shannonem Briggsem a udržel porážkou Evandera Holyfielda. V amatérském ringu získal v těžké váze stříbrnou medaili na olympijských hrách v Sydney roku 2000, stříbro na mistrovství Evropy 2000 a bronz na mistrovství světa 2001.